# Erica salicina
Erica salicina är en ljungväxtart som beskrevs av Edward George Hudson Oliver. Erica salicina ingår i släktet klockljungssläktet, och familjen ljungväxter. Inga underarter finns listade i Catalogue of Life.